# LaMarcus Aldridge
LaMarcus Nurae Aldridge (ur. 19 lipca 1985 w Dallas w Teksasie) – amerykański koszykarz, grający na pozycji silnego skrzydłowego.

## Przed NBA
Aldridge rozpoczął swoją karierę w szkole średniej Seagoville, gdzie został wybrany do najlepszego zespołu Teksasu. W 2004 wystąpił w meczu gwiazd amerykańskich szkół średnich - McDonald’s All-American. Był na tyle dobry, że do NCAA trafił do University of Texas w Austin. Po dwóch latach gry dla drużyny Longhorns zdecydował się kandydować do draftu w 2006 roku. W nim został wybrany z drugim numerem przez Chicago Bulls, którzy jeszcze tego samego dnia oddali go do Portland Trail Blazers razem z wyborem w drugiej rundzie draftu 2007 za Wiktora Chriapę i wybranego z czwartym numerem Tyrusa Thomasa.

## NBA

### Sezon debiutancki
W trakcie pierwszych rozgrywek opuścił tylko 7 meczów z powodu operacji ramienia. Już w pierwszych 14 meczach sezonu pokazał się z dobrej strony zdobywając średnio 8.4 punktu przy skuteczności 54% z gry. Gdy w lutym 2007 roku kontuzji doznał Joel Przybilla, Aldridge zaczął grać w pierwszym składzie. To zaprocentowało wzrostem jego średnich do 14.7 punktu i 8.0 zbiórek w marcu. Dzięki temu zajął drugie miejsce w głosowaniu na najlepszego debiutanta miesiąca za kolegą z zespołu, Brandonem Royem. 31 marca 2007 podczas pierwszej kwarty meczu z Los Angeles Clippers, Aldridge został zabrany do szpitala po tym, gdy zdiagnozowano u niego nieregularny rytm serca i skrócony oddech. Wykryto u niego Zespół Wolffa-Parkinsona-White’a, przez co musiał opuścić pozostałe mecze sezonu. Po sezonie został wybrany do pierwszej piątki najlepszych debiutantów.

### Sezon 2007/08
W swoim drugim sezonie Aldridge poprawił swoje średnie zdobycze we wszystkich najważniejszych statystykach. W porównaniu z sezonem debiutanckim jego średnia punktów wzrosła z 9.0 do 17.8, zbiórek z 5.0 do 7.6, a asyst z 0.4 do 1.6. Zostało to dostrzeżone w głosowaniu do nagrody dla zawodnika, który zrobił największy postęp.

### Sezon 2008/09
W trzecim sezonie gry Aldridge rozwijał się dalej, poprawiając głównie grę w ataku. Zdobywał coraz więcej punktów rzutami z półdystansu. Zakończył te rozgrywki ze średnimi 18.1 punktu i 7.5 zbiórki. W ostatnich 28 meczach sezonu aż 14 razy przekraczał granicę 20 zdobytych punktów. W całych rozgrywkach opuścił tylko 1 spotkanie.

### Sezon 2009/10
Jeszcze przed rozpoczęciem sezonu, Aldridge podpisał nowy, pięcioletni kontrakt, który zagwarantował mu 65 milionów dolarów. Razem z nim Portland Trail Blazers podpisali nową umowę z Brandonem Royem, chcąc stworzyć z nich duet prowadzący drużynę do wygranych. W tym sezonie w jego grze nie było już dużego progresu. Zakończył rozgrywki zdobywając średnio 17.9 punktu i 8.0 zbiórek.

### Sezon 2010/11
W związku z kontuzją Brandona Roya, którą ten odniósł w grudniu 2010 roku, Aldridge wziął na siebie rolę lidera zespołu. Efektem tego były dwukrotnie wyróżnienia dla najlepszego gracza tygodnia w NBA. Pierwszy raz za grę od 17. do 23 stycznia, kiedy to w czterech meczach zdobywał średnio 28.3 punktu i notował 10.3 zbiórek na mecz. Drugie tego typu wyróżnienie otrzymał za grę między 7 a 13 lutego. W trzech meczach zdobywał wtedy 38,3 punktu i 7,3 zbiórki. W trzech kolejnych meczach z rzędu zdobywał co najmniej 36 punktów, co jest rekordem Portland Trail Blazers. 2 marca został wybrany najlepszym zawodnikiem miesiąca w Konferencji Zachodniej. Zdobywał wtedy średnio 27,8 punktu i notował przy tym 9,3 zbiórki i 1,6 bloku. Został dopiero trzecim zawodnikiem w historii Blazers, który otrzymał takie wyróżnienie. W głosowaniu na zawodnika, który zrobił największy postęp zajął drugie miejsce za Kevinem Love. Został także wybrany do trzeciej piątki całej ligi.

### Sezon 2011/12
Z powodu lokautu w NBA, rozgrywki sezonu rozpoczęły się dopiero pod koniec grudnia 2011. Aldridge był nawet wymieniany w gronie zawodników, którzy mogą w trakcie lokautu trafić do jednej z lig europejskich. Najgłośniej mówiło się o zainteresowaniu Realu Madryt. Ostatecznie do Europy nie trafił. Na początku stycznia 2012 roku znalazł się w szerokiej kadrze USA na igrzyska w Londynie. Ostatecznie jednak nie pojechał ze względu na kontuzję, której odniósł w końcówce sezonu.
Jego bardzo dobra gra została doceniona i dostał nominację do występu w Meczu Gwiazd jako rezerwowy. Nie dotrwał do końca sezonu, odnosząc kontuzję biodra, które miał operowane. Opuścił przez to ostatnie 11 meczów rozgrywek. Sezon zakończył zdobywając średnio 21,7 punktu i notując 8,0 zbiórek na mecz.

### Sezon 2012/13
Aldridge drugi raz z rzędu został wybrany do Meczu Gwiazd jako rezerwowy. W całym sezonie rozegrał 74 mecze i był najlepszym strzelcem drużyny ze średnią 21,1 punktu na mecz, co pozwoliło mu zająć 9. miejsce w klasyfikacji strzelców. Zbierał przy tym rekordowe w karierze 9,1 zbiórki na mecz. 17 kwietnia w meczu z Golden State Warriors rzucił 30 punktów i zebrał 21 piłek, z czego 17 na własnej tablicy. Za grę pomiędzy 11 a 17 marca 2013 został wyróżniony nagrodą dla najlepszego gracza tygodnia. W trzech rozegranych wtedy meczach zdobywał 27,0 punktu, 10,7 zbiórki i 3,0 bloku, a jego Blazers wygrali 2 z 3 meczów.

### Sezon 2013/14
Pomimo wielu plotek transferowych podczas przerwy międzysezonowej w 2013 roku, Aldridge zdecydował się pozostać w Portland, naciskając jednak na władze klubu, żeby te wzmocniły jego skład. Aldridge dobrze wszedł w sezon, notując double-double w pięciu kolejnych meczach pomiędzy 9 a 17 listopada. 23 listopada w meczu z Golden State Warriors zdobył 30 punktów i zebrał 21 piłek. Wdał się jednak też w przepychankę z zawodnikiem rywali Andrew Bogutem. Został za to zdarzenie ukarany grzywną w wysokości 45 tysięcy dolarów. Tego samego dnia został wybrany najlepszym zawodnikiem tygodnia w Konferencji Zachodniej czwarty raz w swojej karierze. Nagroda ta była połączona z serią 11 kolejnych wygranych Blazers, podczas której Aldridge notował średnio 21,1 punktu, 11,3 zbiórki, 2,5 asysty i 2,5 bloku na mecz. 12 grudnia 2013 roku zakończył mecz przeciwko Houston Rockets z 31 punktami i rekordem kariery - 25 zbiórkami. Stał się dzięki temu pierwszym zawodnikiem w historii swojego klubu, który zakończył mecz z co najmniej 30 punktami i 25 zbiórkami. 23 stycznia 2014 ustanowił rekord kariery w punktach. W meczu przeciwko Denver Nuggets rzucił ich 44 i dodał do tego 13 zbiórek, 5 asyst i 2 bloki, przyczyniając się do wygranej 110:105.
20 kwietnia 2014 podczas meczu pierwszej rundy play-off przeciwko Houston Rockets ustanowił rekord klubu oraz własny, zdobywając 46 punktów. Dodał do tego 18 zbiórek, 2 asysty i 2bloki, prowadząc zespół do zwycięstwa po dogrywce 122:120. W drugim meczu serii, rozegranym 3 dni później rzucił tym razem 43 punkty, stając się pierwszym graczem w historii Portland Trail Blazers, który w dwóch kolejnych meczach play-off zdobywał ponad 40 punktów. 
4 czerwca 2014 został wybrany do trzeciej piątki All-NBA Team za sezon 2013/14.
9 lipca 2015 roku podpisał umowę z klubem San Antonio Spurs.
10 stycznia 2019 ustanowił nowy, punktowy rekord kariery. W wygranym po dwóch dogrywkach 154-147 meczu przeciwko Oklahoma City Thunder zdobył 56 punktów. Trafił 20 z 33 rzutów za 2 punkty oraz wszystkie 16 prób z linii rzutów osobistych. 
25 marca 2021 opuścił San Antonio Spurs poprzez wykupienie kontraktu. Trzy dni później dołączył do Brooklyn Nets.
15 kwietnia 2021 ogłosił zakończenie kariery z powodu problemów kardiologicznych, jednak 2 września 2021, po uzyskaniu pozytywnej diagnozy lekarskiej, postanowił wznowić karierę zawodniczą i wrócić do Brooklyn Nets.

## Osiągnięcia
Stan na 15 lutego 2023, na podstawie, o ile nie zaznaczono inaczej.

### NCAA
- Uczestnik:
  - rozgrywek Elite 8 turnieju NCAA (2006)
  - turnieju NCAA (2005, 2006)
- Mistrz turnieju konferencji Big 12 (2006)
- Obrońca roku Big 12 (2006)[34]
- MVP turnieju:
  - CBE Classic (2006)
  - CBE Classic Austin Regional (2006)
- Zaliczony do:
  - I składu:
    - Big 12 (2006)
    - turnieju:
      - Big 12 (2006)
      - CBE Classic (2006)

    - defensywnego Big 12 (2006)
    - zawodników, którzy poczynili największy postęp w Big 12 (2006)

### NBA
- Uczestnik:
  - meczu gwiazd NBA (2012–2016, 2018, 2019[35])
  - Rising Stars Challenge (2008)
- Wybrany do:
  - I składu debiutantów NBA (2007)[36]
  - II składu NBA (2015, 2018[37])
  - III składu NBA (2011, 2014)
- Lider NBA ligi pod względem celnych rzutów z gry (659 – 2015)
- Zawodnik:
  - miesiąca (luty 2011)
  - tygodnia (24.01.2011, 14.02.2011, 18.03.2013, 25.11.2013, 9.12.2013, 16.12.2013, 8.12.2014, 22.12.2014, 8.02.2016)

## Statystyki w NBA
Na podstawie LaMarcus Aldridge Statistics. Basketball-Reference.com. [dostęp 2016-06-21]. (ang.).

Stan na koniec sezonu 2019/20

### Sezon regularny
| Sezon   | Drużyna     | M    | S5  | MPG  | FG%   | 3P%   | FT%   | RPG  | APG | SPG | BPG | PPG  |
| ------- | ----------- | ---- | --- | ---- | ----- | ----- | ----- | ---- | --- | --- | --- | ---- |
| 2006/07 | Portland    | 63   | 22  | 22,1 | 50,3% | 0,0%  | 72,2% | 5,0  | 0,4 | 0,3 | 1,2 | 9,0  |
| 2007/08 | Portland    | 76   | 76  | 34,9 | 48,4% | 14,3% | 76,2% | 7,6  | 1,6 | 0,7 | 1,2 | 17,8 |
| 2008/09 | Portland    | 81   | 81  | 37,1 | 48,4% | 25,0% | 78,1% | 7,5  | 1,9 | 1,0 | 1,0 | 18,1 |
| 2009/10 | Portland    | 78   | 78  | 37,5 | 49,5% | 31,3% | 75,7% | 8,0  | 2,1 | 0,9 | 0,6 | 17,9 |
| 2010/11 | Portland    | 81   | 81  | 39,6 | 50,0% | 17,4% | 79,1% | 8,8  | 2,1 | 1,0 | 1,2 | 21,8 |
| 2011/12 | Portland    | 55   | 55  | 36,3 | 51,2% | 18,2% | 81,4% | 8,0  | 2,4 | 0,9 | 0,8 | 21,7 |
| 2012/13 | Portland    | 74   | 74  | 37,7 | 48,4% | 14,3% | 81,0% | 9,1  | 2,6 | 0,8 | 1,2 | 21,1 |
| 2013/14 | Portland    | 69   | 69  | 36,2 | 45,8% | 20,0% | 82,2% | 11,1 | 2,6 | 0,9 | 1,0 | 23,2 |
| 2014/15 | Portland    | 71   | 71  | 35,4 | 46,6% | 35,2% | 84,5% | 10,2 | 1,7 | 0,7 | 1,0 | 23,4 |
| 2015/16 | San Antonio | 74   | 74  | 30,6 | 51,3% | 0,0%  | 85,8% | 8,5  | 1,5 | 0,5 | 1,1 | 18,0 |
| 2016/17 | San Antonio | 72   | 72  | 32,4 | 47,7% | 41,1% | 81,2% | 7,3  | 1,9 | 0,6 | 1,2 | 17,3 |
| 2017/18 | San Antonio | 75   | 75  | 33,5 | 51,0% | 29,3% | 83,7% | 8,5  | 2,0 | 0,6 | 1,2 | 23,1 |
| 2018/19 | San Antonio | 81   | 81  | 33,2 | 51,9% | 23,8% | 84,7% | 9,2  | 2,4 | 0,5 | 1,3 | 21,3 |
| 2019/20 | San Antonio | 53   | 53  | 33,1 | 49,3% | 38,9% | 82,7% | 7,4  | 2,4 | 0,7 | 1,6 | 18,9 |
| Razem   |             | 1003 | 962 | 34,4 | 49,1% | 31,2% | 81,1% | 8,3  | 2,0 | 0,7 | 1,1 | 19,5 |

### Play-offy
| Sezon | Drużyna     | M  | S5 | MPG  | FG%   | 3P%   | FT%   | RPG  | APG | SPG | BPG | PPG  |
| ----- | ----------- | -- | -- | ---- | ----- | ----- | ----- | ---- | --- | --- | --- | ---- |
| 2009  | Portland    | 6  | 6  | 39,5 | 49,0% | 25,0% | 70,0% | 7,5  | 1,3 | 0,5 | 1,7 | 19,5 |
| 2010  | Portland    | 6  | 6  | 38,2 | 43,0% | 50,0% | 75,0% | 6,0  | 2,2 | 1,2 | 1,8 | 19,0 |
| 2011  | Portland    | 6  | 6  | 43,0 | 46,1% | –     | 79,2% | 7,5  | 1,3 | 1,3 | 1,7 | 20,8 |
| 2014  | Portland    | 11 | 11 | 40,1 | 45,2% | 66,7% | 80,0% | 10,6 | 1,5 | 0,6 | 1,6 | 26,2 |
| 2015  | Portland    | 5  | 5  | 41,6 | 33,0% | 27,3% | 88,9% | 11,2 | 1,8 | 0,4 | 2,4 | 21,8 |
| 2016  | San Antonio | 10 | 10 | 33,7 | 52,1% | 100%  | 89,1% | 8,3  | 1,0 | 0,4 | 1,4 | 21,9 |
| 2017  | San Antonio | 16 | 16 | 33,6 | 45,8% | 14,3% | 76,4% | 7,4  | 1,5 | 0,6 | 1,0 | 16,5 |
| 2018  | San Antonio | 5  | 5  | 35,4 | 46,3% | 60,0% | 97,6% | 9,2  | 2,4 | 0,6 | 0,4 | 23,6 |
| 2019  | San Antonio | 7  | 7  | 34,9 | 45,5% | 27,3% | 81,8% | 9,6  | 2,7 | 0,7 | 1,0 | 20,0 |
| Razem |             | 72 | 72 | 37,1 | 45,5% | 32,7% | 82,4% | 8,5  | 1,7 | 0,7 | 1,4 | 20,8 |